# María Antoníou
Pour les articles homonymes, voir Antoniou.
María Antoníou (grec moderne : Μαρία Βασιλείου Αντωνίου), née le 19 juillet 1968 à Kastoria en Grèce, est une femme politique grecque.

## Biographie
Aux élections législatives grecques de janvier 2015, elle est élue députée au Parlement grec sur la liste de Nouvelle Démocratie dans la circonscription de Kastoria.